# Altica subcostata
Altica subcostata är en skalbaggsart som beskrevs av Lesage 1990. Altica subcostata ingår i släktet Altica och familjen bladbaggar. Inga underarter finns listade i Catalogue of Life.